# نيستور سيلفا
نيستور سيلفا (بالإسبانية: Néstor Silva)‏ (17 يناير 1982 في الأوروغواي - ) هو لاعب كرة قدم أوروغواني في مركز الهجوم. لعب مع نادي دانوبيو ونادي راسينغ مونتيفيديو ونادي ليفربول ونادي ميلوناريوس ونادي ديبورتيفو أوليمبيا وPaysandú F.C. ‏ وجوفينتود وأتليتيكو بروغريسو ‏ وAnagennisi Karditsa ‏ وTacuarembó F.C. ‏.

## وصلات خارجية
- نيستور سيلفا على موقع قاعدة بيانات كرة القدم.إي يو (الإنجليزية)
- نيستور سيلفا على موقع Soccerway.com (الإنجليزية)